# Samsung Galaxy S23
Samsung Galaxy S23 — линейка флагманских Android-смартфонов, спроектированных, разработанных, произведенных и продаваемых компанией Samsung Electronics как часть флагманской Galaxy S series. Телефоны были анонсированы 1 февраля 2023 года на Galaxy Unpacked и выпущены на рынок 17 февраля 2023 года.

## Дизайн

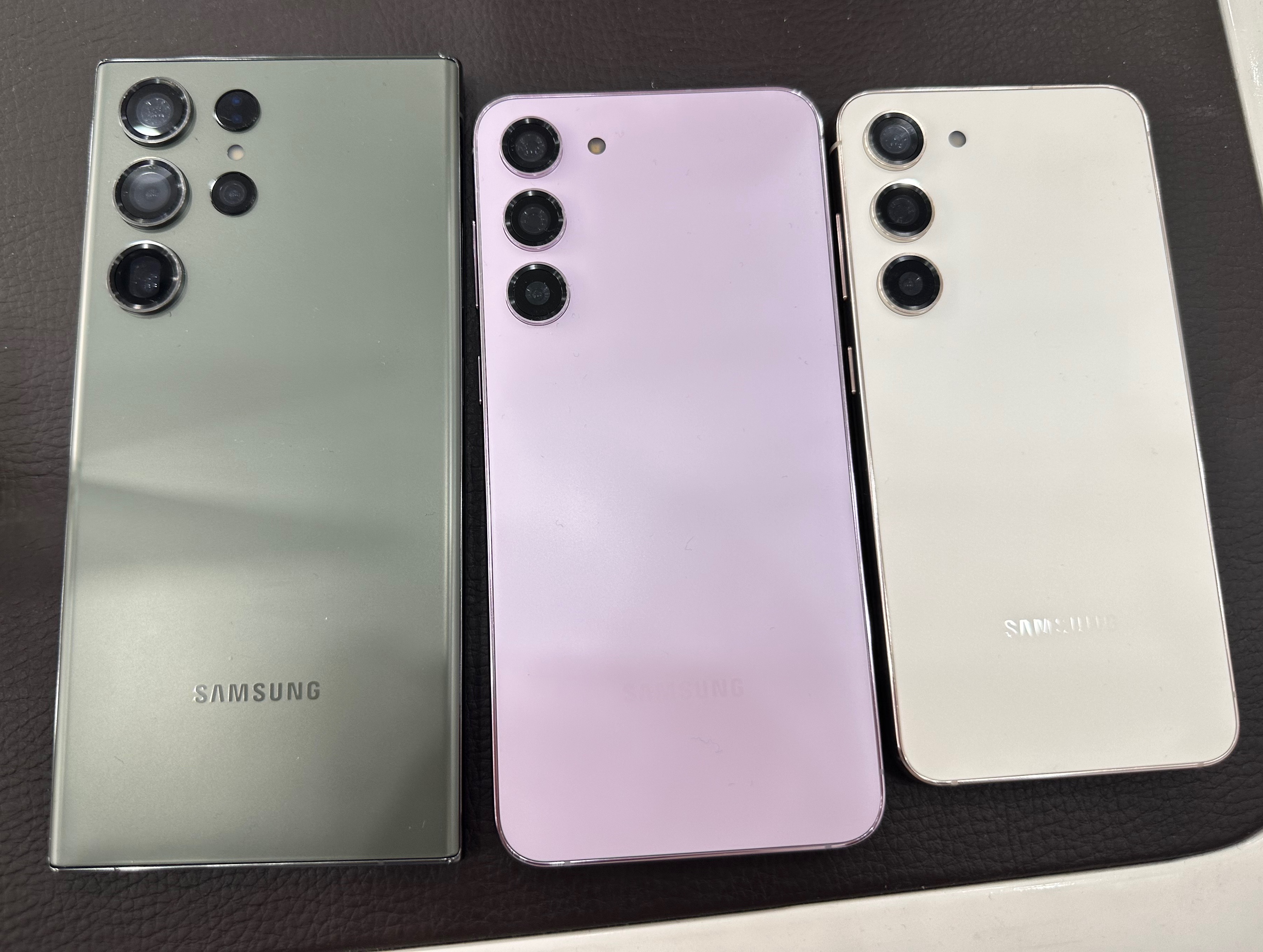
Задняя панель Samsung Galaxy S23 (справа), S23+ (в центре), S23 Ultra (слева)

Samsung Galaxy S23 и S23+ доступны в шести цветах: фантомный чёрный, кремовый, зелёный, лавандовый, графитовый и лаймовый. А Samsung Galaxy S23 Ultra доступен в восьми цветах: фантомный чёрный, кремовый, зелёный, лавандовый, графитовый, лаймовый, небесно-голубой и красный..
Графитовый, лаймовый, небесно-голубой и красный цвета доступны только на сайте samsung.com.
| Galaxy S23 | Galaxy S23              | Galaxy S23    | Galaxy S23+ | Galaxy S23+      | Galaxy S23+   | Galaxy S23 Ultra | Galaxy S23 Ultra                    | Galaxy S23 Ultra |
| Цвет       | Называние               | Только онлайн | Цвет        | Называние        | Только онлайн | Цвет             | Называние                           | Только онлайн    |
|            | Фантомный Чёрный        | Нет           |             | Фантомный Чёрный | Нет           |                  | Фантомный Чёрный                    | Нет              |
|            | Кремовый                | Нет           |             | Кремовый         | Нет           |                  | Кремовый                            | Нет              |
|            | Зелёный                 | Нет           |             | Зелёный          | Нет           |                  | Зелёный                             | Нет              |
|            | Лавандовый              | Нет           |             | Лавандовый       | Нет           |                  | Лавандовый                          | Нет              |
|            | Графитовый              | Да            |             | Графитовый       | Да            |                  | Графитовый с Чёрной рамкой          | Да               |
|            | Лаймовый                | Да            |             | Лаймовый         | Да            |                  | Лаймовый с Серебряной рамкой        | Да               |
|            |                         |               |             |                  |               |                  | Небесно-голубой с Серебряной рамкой | Да               |
|            | Красный с Чёрной рамкой | Да            |             |                  |               |                  |                                     |                  |

## Технические характеристики

### Аппаратное обеспечение

#### Чипсет
Samsung Galaxy S23, S23+, S23 Ultra используют Qualcomm Snapdragon 8 Gen 2 для Galaxy(в некоторых странах могут отличаться,в зависимости от региона и страны к которым был выпущен отдельно). Qualcomm Snapdragon 8 Gen 2 для Galaxy включает восьмиядерный процессор и Adreno 740 GPU, модем Qualcomm X70 для связи. Qualcomm Snapdragon 8 Gen 2 для Galaxy — это специальная версия Snapdragon 8 Gen 2, разработанная специально для Samsung. Разница между обычной версией Snapdragon и версией Samsung заключается в том, что версия Samsung имеет разогнанное ядро Cortex-X3 с частотой 3.36 ГГц вместо 3,20 ГГц, а GPU Adreno 740 разогнан до 719 МГц вместо 680 МГц.

#### Дисплей
Серия S23 оснащена дисплеями «Dynamic AMOLED 2X» с поддержкой HDR10+ и технологией «динамического отображения тонов». Во всех моделях используется ультразвуковой внутриэкранный датчик отпечатков пальцев.
| Модель    | Размер дисплея | Разрешение дисплея | Максимальная частота обновления | Переменная частота обновления | Форма                |
| --------- | -------------- | ------------------ | ------------------------------- | ----------------------------- | -------------------- |
| S23       | 6,1 ″ (155 мм) | 2340×1080          | 120 Hz                          | от 48 Hz до 120 Hz            | Плоский              |
| S23+      | 6,6 ″ (168 мм) | 2340×1080          | 120 Hz                          | от 48 Hz до 120 Hz            | Плоский              |
| S23 Ultra | 6,8 ″ (173 мм) | 3088×1440          | 120 Hz                          | от 1 Hz до 120 Hz             | С изогнутыми гранями |

#### Камеры
|                          |                | Galaxy S23 & S23+                                              | Galaxy S23 Ultra                                                  |
| ------------------------ | -------------- | -------------------------------------------------------------- | ----------------------------------------------------------------- |
| Широкоугольная           | Характеристики | 50 МП, f/1.8, 24 мм, 1/1.56", двухпиксельный PDAF, OIS         | 200 МП, f/1.7, 24 мм, 1/1.3", PDAF, лазерная автофокусировка, OIS |
| Широкоугольная           | Модель         | Samsung S5KGN3                                                 | Samsung S5KHP2                                                    |
| Ультраширокоугольная     | Характеристики | 12 МП, f/2.2, 13 мм, 1/2.55", двухпиксельный PDAF на S23 Ultra | 12 МП, f/2.2, 13 мм, 1/2.55", двухпиксельный PDAF на S23 Ultra    |
| Ультраширокоугольная     | Модель         | Sony IMX564                                                    | Sony IMX564                                                       |
| Телеобъектив             | Характеристики | 10 МП, f/2.4, 70 мм, 1/3.94", PDAF, OIS                        | 10 МП, f/2.4, 70 мм, 1/3.52", двухпиксельный PDAF, OIS            |
| Телеобъектив             | Модель         | Samsung S5K3K1                                                 | Sony IMX754                                                       |
| Перископный телеобъектив | Характеристики | -                                                              | 10 МП, f/4.9, 240 мм, 1/3.52", двухпиксельный PDAF, OIS           |
| Перископный телеобъектив | Модель         | -                                                              | Sony IMX754                                                       |
| Фронтальная              | Характеристики | 12 МП, f/2.2, 26 мм, 1/3.24", PDAF                             | 12 МП, f/2.2, 26 мм, 1/3.24", PDAF                                |
| Фронтальная              | Модель         | Samsung S5K3LU                                                 | Samsung S5K3LU                                                    |

Модели S23 и S23+ оснащены широкоугольным датчиком 50 МП, датчиком телефото 10 МП и ультраширокоугольным датчиком 12 МП. S23 Ultra имеет широкоугольный сенсор 200 МП, два телескопических сенсора 10 МП и ультраширокоугольный сенсор 12 МП. Фронтальная камера использует 12 МП сенсор во всех трех моделях.

#### Связь
Samsung Galaxy S23, S23+ и S23 Ultra поддерживают 5G. SA/NSA/Sub6, Wi-Fi 6E и Bluetooth 5.3.

#### Аккумуляторы
S23, S23+ и S23 Ultra имеют несъемные аккумуляторы емкостью 3900 мАч, 4700 мАч и 5000 мАч Li-Po соответственно. S23 поддерживает проводную зарядку через USB-C мощностью до 25 Вт (с помощью USB Power Delivery), а S23+ и S23 Ultra имеют более быструю зарядку мощностью 45 Вт. Все три устройства оснащены беспроводной зарядкой то стандарту Qi мощностью до 15 Вт. Телефоны также имеют возможность заряжать другие Qi-совместимые устройства от собственного аккумулятора, что называется как «Wireless PowerShare», мощностью до 4,5 Вт.

#### Память и хранение
| Модель    | Galaxy S23 | Galaxy S23 | Galaxy S23+ | Galaxy S23+ | Galaxy S23 Ultra | Galaxy S23 Ultra |
| Модель    | RAM        | Хранилище  | RAM         | Хранилище   | RAM              | Хранилище        |
| --------- | ---------- | ---------- | ----------- | ----------- | ---------------- | ---------------- |
| Вариант 1 | 8 GB       | 128 GB     |             |             |                  |                  |
| 8 GB      | 256 GB     |            |             |             |                  |                  |
| Вариант 2 | 8 GB       | 256 GB     | 8 GB        | 256 GB      | 12 GB            | 256 GB           |
| Вариант 3 | 8 GB       | 512 GB     | 8 GB        | 512 GB      | 12 GB            | 512 GB           |
| Вариант 4 |            |            |             |             |                  |                  |
| 12 GB     | 1 TB       |            |             |             |                  |                  |

Samsung Galaxy S23 предлагает 8 ГБ оперативной памяти и 128 ГБ, 256 ГБ и 512 ГБ встроенной памяти. Samsung Galaxy S23+ предлагает 8 ГБ оперативной памяти и 256 ГБ и 512 ГБ внутренней памяти. Samsung Galaxy S23 Ultra имеет 8 ГБ оперативной памяти и 12 ГБ оперативной памяти, 256 ГБ, 512 ГБ и 1 ТБ внутренней памяти.
Версия Galaxy S23 на 128 ГБ использует более старый формат хранения данных UFS 3.1, а версии с 256 ГБ более новый, быстрый и эффективный UFS 4.0.

### Программное обеспечение
Телефоны Samsung Galaxy S23 были выпущены с Android 13 с One UI 5.1 от Samsung. Samsung Knox включен для повышения безопасности устройства, а для корпоративного использования существует отдельная версия. Samsung пообещала 4 года основных обновлений ОС Android и ещё 1 год обновлений безопасности, в общей сложности 5 лет обновлений.
В конце октября 2023 года поступило обновление до Android 14 с One UI 6.0.
В апреле 2025 года получил обновление до Android 15 с One UI 7.0.